# Директор школы

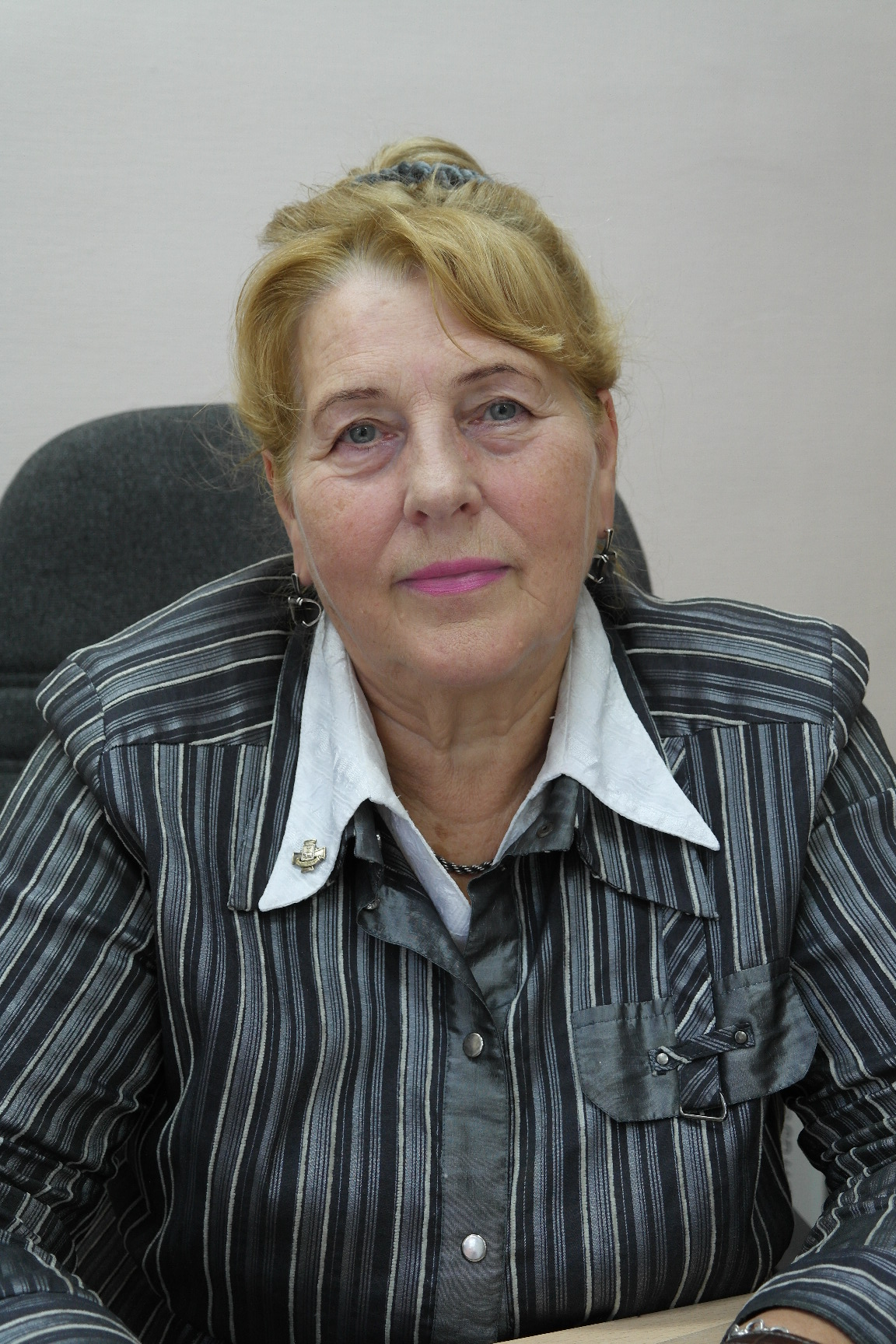
Директор пермского лицея № 2 Зинаида Белых

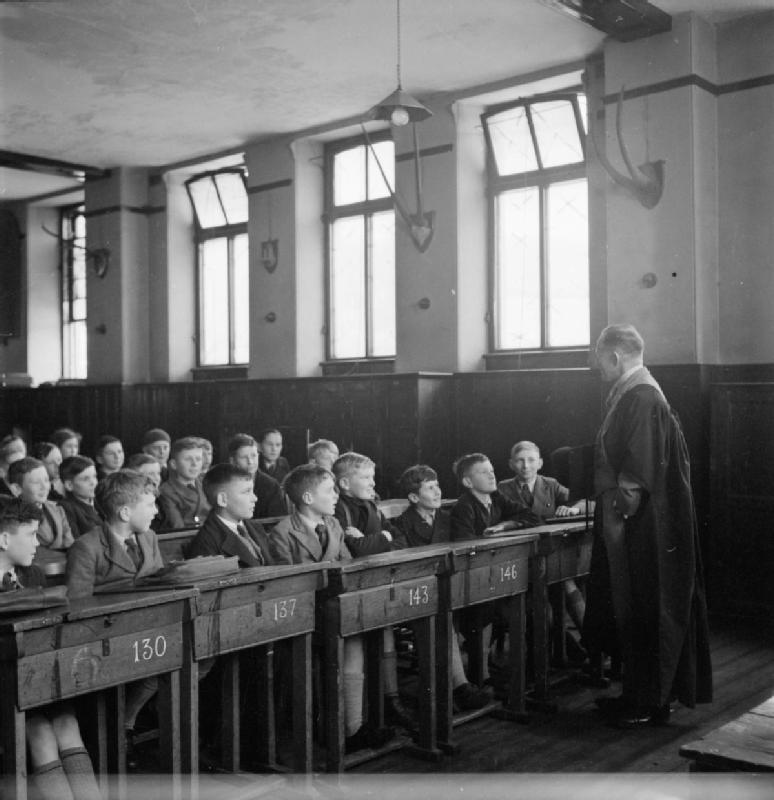
Директор английской школы для мальчиков приветствует поступивших в начале 1944 учебного года

Директор (мн. ч. директора́) — руководящая позиция в администрации школы, управляющий среднего звена. В разных учебных заведениях эта роль может предполагать преподавание, решение кадровых вопросов, организацию хозяйственной части (к примеру, поставок питания), поддержание дисциплины и другие обязанности. Он часто выступает посредником между учащимися, их родителями, профсоюзами и организациями, управляющими школами.

## Путь в профессию
Многие директора школ изначально выбрали педагогику как сферу деятельности под влиянием семьи и собственной школы. Профессия директора не предполагает чёткого карьерного пути. Директорами становятся учителя, прошедшие переподготовку и получившие повышение (это наиболее распространённый путь в профессию), школьные психологи и люди, не работавшие в образовании, через обучение. Среди учителей, ставших директорами, велика доля тех, кто не хотел становиться директором, но принял предложение начальства о повышении. В целом в образовательной сфере нередко наблюдается недостаток квалифицированных директоров, что особенно заметно в школах, расположенных вдалеке от крупных городов.
Формальные требования к директору могут включать сертификацию. Практически работа директора означает поток постоянно меняющихся задач, некоторые из которых требуют срочного вмешательства, что часто выливается в необходимость работать сверхурочно. Это обычно менее характерно для директоров начальных школ и более характерно для директоров старших школ.
Исторически управление школами рассматривалось как «мужская» профессия, ввиду чего во многих странах женщин среди директоров школ непропорционально мало (хотя в педагогике в целом женщин непропорционально много), а их педагогический опыт в среднем больше. Так, хотя в Южной Корее женщин среди учителей почти 70 %, среди директоров их всего 12 %. В России ситуация иная: по состоянию на 2018 год там было 69 % директоров-женщин, хотя доля женщин среди учителей всё равно выше: 85 %. Исследования показывают, что по сравнению с мужчинами женщины-директора больше внимания уделяют академической успеваемости учащихся и эффективности учителей.

## Рабочие обязанности
Рабочие обязанности директора прежде всего зависят от местного законодательства. Так, в Пакистане директор не имеет возможности принимать на работу учителей и повышать их в должности и не контролирует распределение школьного бюджета, но при этом он имеет частичный контроль над учебным планом и внеклассной работой. В случае, если школа может выбирать учебную программу, директор вовлечён в её создание, определяет первостепенные образовательные нужды учащихся, а также подбирает индивидуальные учебные планы и материалы, позволяющие наиболее эффективно преподавать выбранные дисциплины. При этом требуется следить за тем, чтобы в программах для разных ступеней обучения не было больших пропусков или повторений.
Директор — первое лицо в школе и олицетворяет собой её ценности, поэтому эта роль предполагает заботу о психологическом климате. Это может включать как поощрение одобряемых активностей, например, организацию поздравительных мероприятий, выдачу учителям и учащимся поощрений вроде почётных грамот и организацию ученического самоуправления, так и подавление нежелательных: директор может налагать на педагогов дисциплинарные взыскания, выносить замечания учащимся и отстранять их от учебного процесса, а также разрешать конфликты. Также работа директора включает работу с общественностью: учебный процесс должен отражать устремления семей, отдающих в школу своих детей, для чего директора должны погружаться в общественную жизнь, а также организовывать демонстрации достижений учащихся: выставки, концерты, состязания.
В тех странах, где школами могут управлять советы директоров, роль собственно директора школы включает только решение повседневных вопросов и аспекты лидерства, а выработкой стратегии занимается совет, состоящий из людей разных профессий; некоторые советы включают членов родительских комитетов. Эта модель очень популярна в Великобритании.

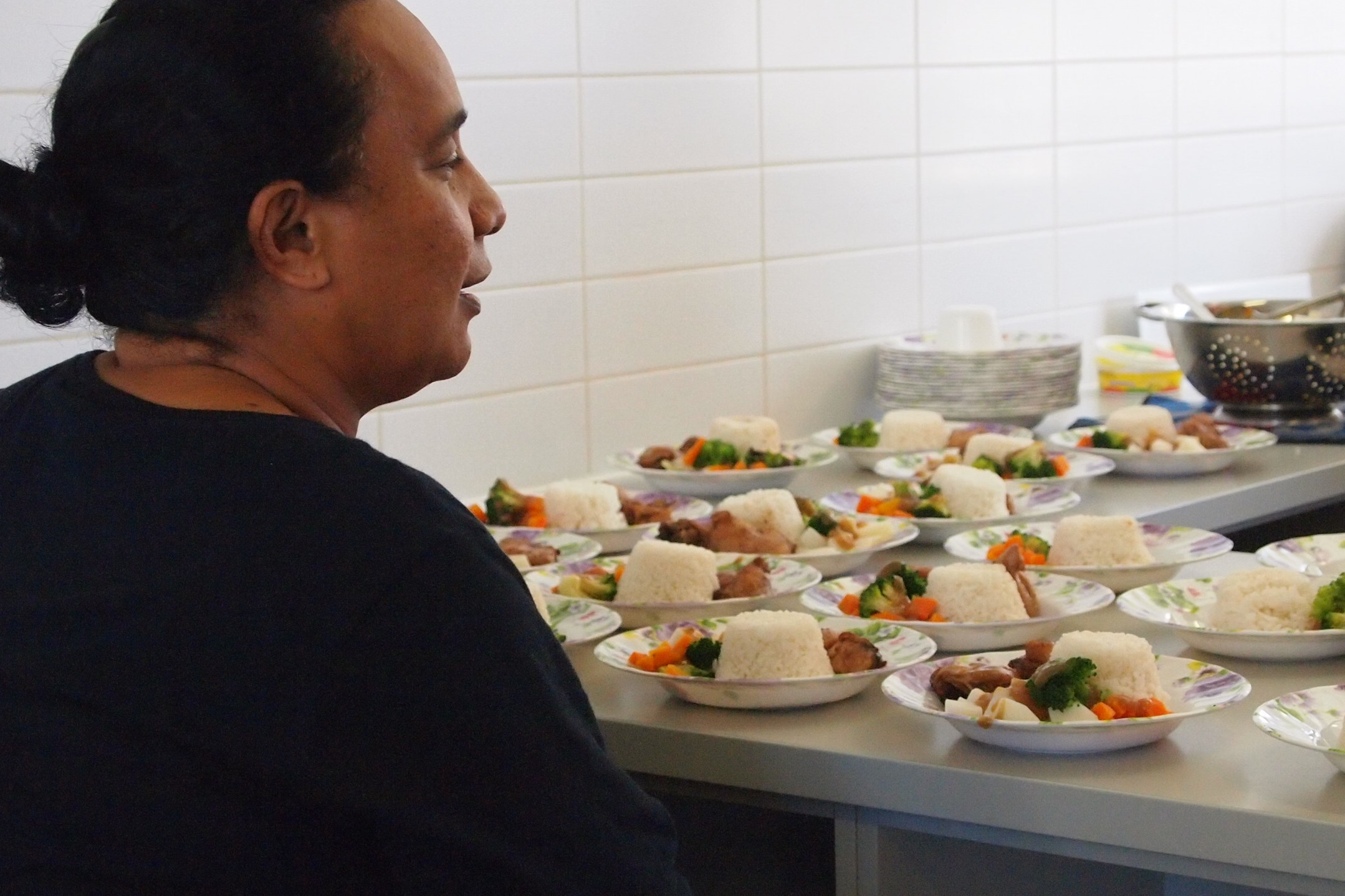
Директор науруанской школы инспектирует школьные обеды[англ.]
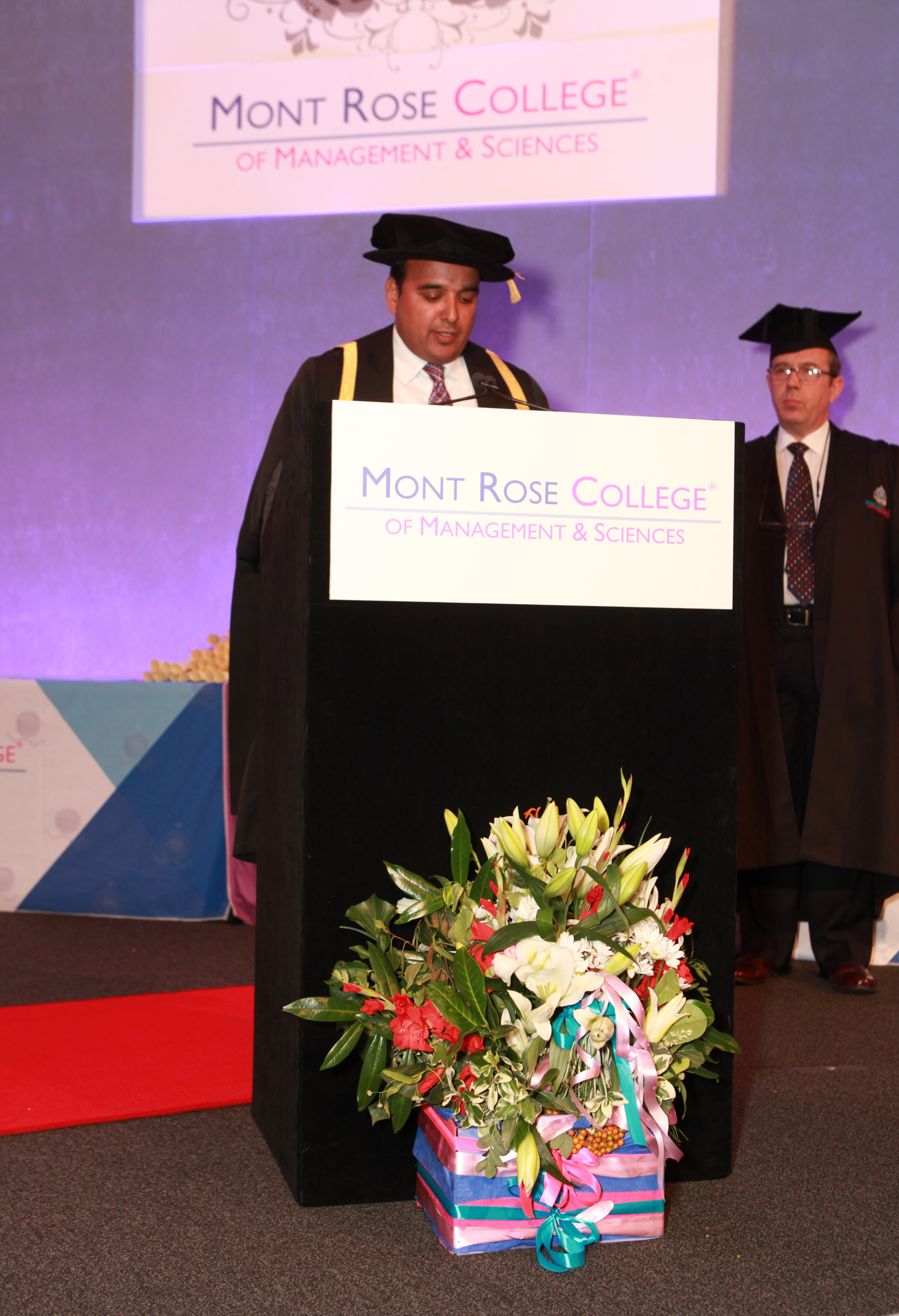
Речь директора лондонской школы на официальном мероприятии
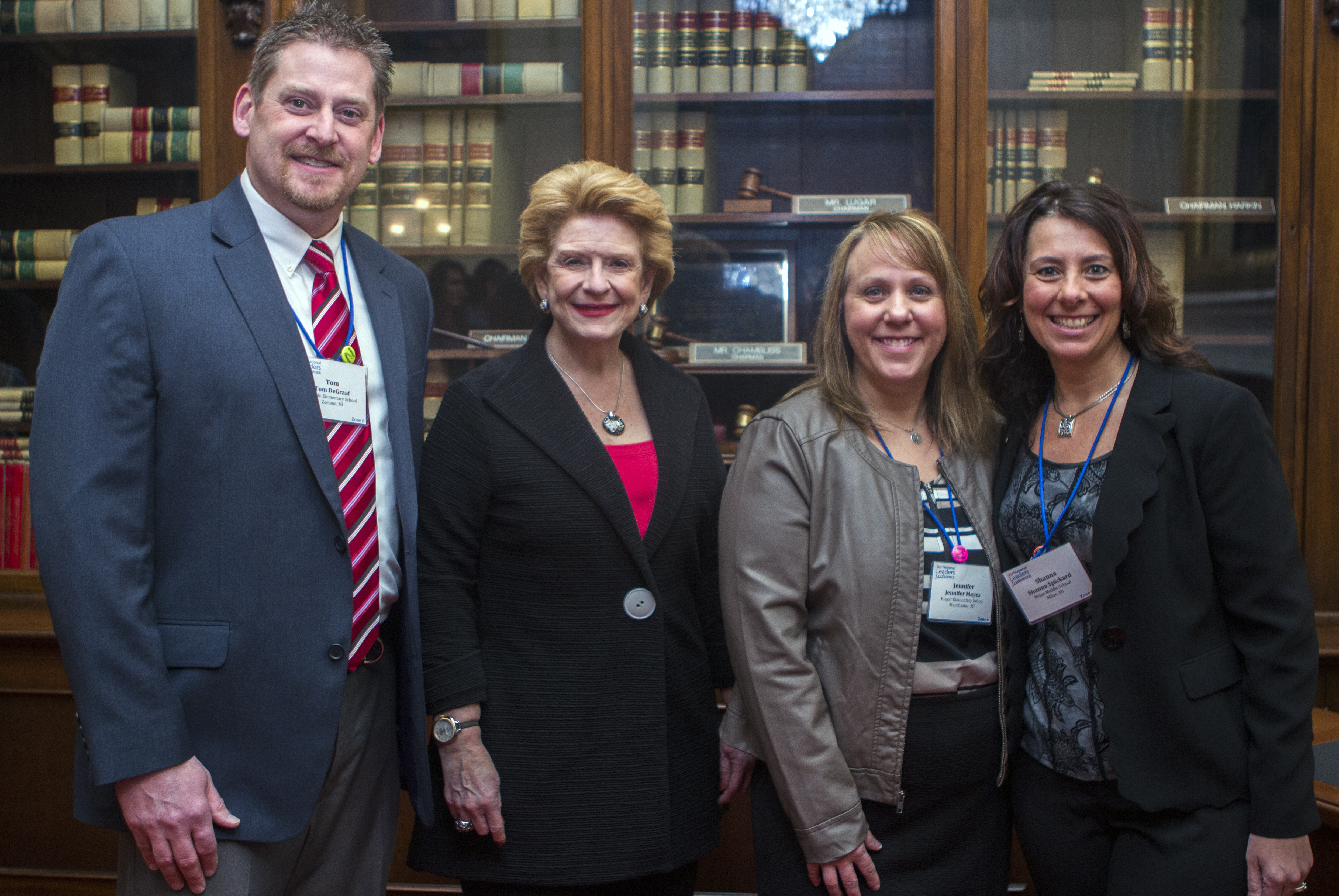
Члены Ассоциации директоров начальных и средних школ Мичигана на приёме у сенатора Дебби Стабенау

## Директор как лидер

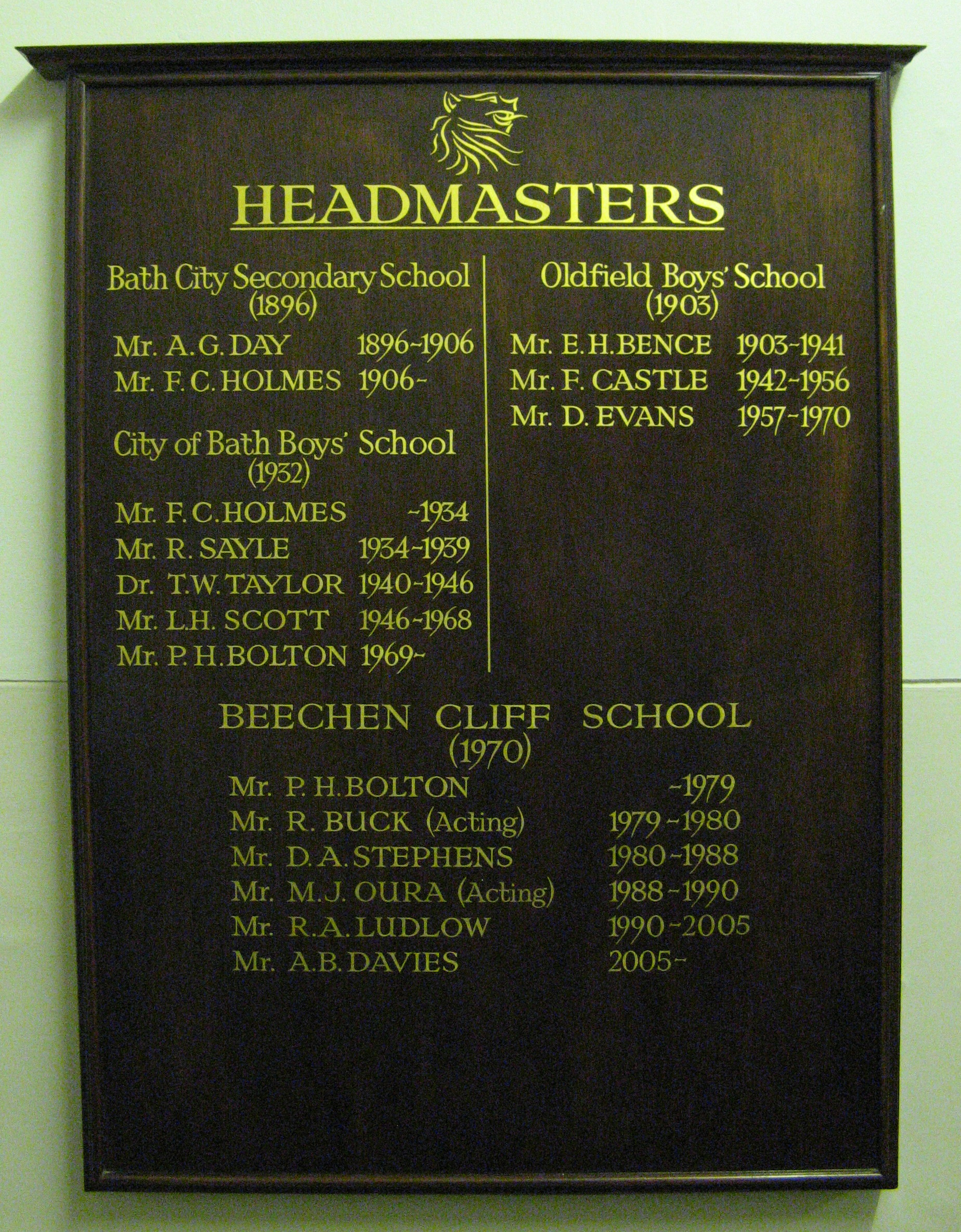
Табличка с именами директоров школы, подчёркивающая важность их роли

Общественные ожидания от образования меняются со временем, и директорам приходится адаптировать школы к этим изменениям. В период с 1980 по 2010 год в Великобритании, США и Японии произошли реформы, направленные на демократизацию образования: в первых двух странах они увеличили автономию директоров, а в последней изменения заключались в отходе от традиционных форм лидерства в пользу корпоративных. Другим примером может стать новая теория лидерства, которая начала формироваться в 2000-х годах: она постулирует, что первостепенной задачей школы является построение крепкого сообщества, культивация ответственности у учащихся и умения осмыслять учёбу. Перестройка школьной иерархической системы в соответствии с этой теорией может быть крайне болезненна для работников образования, привыкших воспринимать учащихся как «неразумных» и «незрелых» личностей. В то же время если педагоги и директор считают, что учащиеся являются достойными партнёрами работников образования и способны на продуктивную деятельность, образовательный процесс проходит более успешно.
Оценка деятельности директора предполагает также оценку выбранного им стиля управления. Исследования стилей лидерства в образовании, проводившиеся в XX веке, привели учёных к выводу, что наиболее эффективные лидеры образовательной сферы используют различные стили управления, выбирая наиболее подходящий к конкретной задаче. Исследование американской Национальной ассоциации директоров средней школы показало, что при выполнении типичных обязанностей директора опирались на свой опыт, однако в случае, если им приходилось иметь дело с новыми задачами, они действовали по интуиции, исходя из своего понимания, что будет лучше для учащихся, а не консультировались с профессиональной литературой.

## Профессиональные объединения и специализированные издания
Существуют как чисто директорские профессиональные организации (к примеру, профсоюз Syndicat national des personnels de direction de l'Éducation nationale во Франции), так и объединения для всех администраторов учебных заведений, куда помимо директоров могут вступать также завучи, канцлеры, ректоры и другие специалисты (Американская ассоциация администраторов школ).
Работа директора требует знакомства с профессиональной литературой по управлению образованием, в частности, журналами вроде «Директор школы», «Азербайджанская школа», Educational Evaluation and Policy Analysis, Educational Administration Quarterly, NASSP Bulletin и другими.